# Sporormiella minutisperma
Sporormiella minutisperma är en svampart som beskrevs av Doveri & Coué 2008. Sporormiella minutisperma ingår i släktet Sporormiella och familjen Sporormiaceae.   Inga underarter finns listade i Catalogue of Life.